# 三枝の愛ラブ!爆笑クリニック
『三枝の愛ラブ!爆笑クリニック』（さんしのあいラブばくしょうクリニック）は、フジテレビ系列局で放送されていた関西テレビ制作のトークバラエティ番組。制作局の関西テレビでは1981年9月16日から1995年9月26日まで14年間放送された。桂三枝（現・6代目桂文枝）の冠番組である。開始当初の番組名は『三枝の愛ラブクリニック』の番組名だった。

## 概要
毎回視聴者夫婦の悩みを三枝・アシスタント・ゲストパネラーの3人が解消するというもの。特別企画の時はタレント夫婦または親子・タレントとそのマネージャーなどが出演しており、当時の首相・海部俊樹夫妻や当時の労働大臣・山口敏夫も夫妻もゲスト出演したことがある。
番組初期は後半に「悩み求めて三千里」と称する、「お悩みマン」と称するリポーターが全国各地に向かい、そこで悩みを聞き、スタジオの出場者はその悩みを当てるクイズコーナーが存在した。クイズは3問あり、形式は三択で、どちらか一方が正解だと1万円獲得、双方とも正解だと3万円獲得となる。そして3問全て双方正解だと「パーフェクト賞」として10万円獲得というものだった。悩みを聞くリポーターが最初雑談をした後、「さて、〇〇さんにも悩みがあります。何でしょう？」と相手に聞き、相手が最初の文節を言い終わったところでエコーがかかり画像が静止しスタジオに移る、というお約束があった。
後期には、コンサルタントの紹介時（「○○先生」と紹介される）に視聴者から寄せられたはがきでの悩み相談を紹介するコーナーが加わった。後に悩みを紹介した後、三枝が「いったいどうしたら」と言った後、スタジオにいる観客全員で「よいのでしょーか」と叫ぶ定番パターンが誕生する。また、「スターお悩みクリニック」という、ゲストコンサルタントの1人の悩みを解消するコーナーがあった。なお、最終回は司会の三枝が悩み役で、進行役を羽賀研二が務めた。
番組最後には「愛ラブチャンス」があり、サイコロを投げてハート型のハワイマークのところにヒットすると、ボード上のセットから大量の紙吹雪が吹き出して降り（末期は天井から大量の紙吹雪が降る）、ハワイ旅行と賞金10万円を獲得出来るゲームがあった（番組開始当初はなく「愛ラブチャンス」は番組開始1年後にスタートした。詳しくは後述）。
番組開始から1990年頃まで、関西テレビ本社（大阪市北区西天満）のスタジオで収録されていたが、その後、三枝のスケジュールが多忙になったことなどから、後期（1992年以降）は東京都世田谷区砧の東京メディアシティ内にある、関西テレビグループのレモンスタジオで収録された時期があった。なお、アシスタントの細川ふみえが『森田一義アワー 笑っていいとも!』のテレフォンショッキングのコーナーでルー大柴からの紹介で、出演交渉された際、「今からこの番組の収録で大阪に向かうところ」だと言っていたことから、収録場所は三枝のスケジュールで変動していた模様である。
年末年始特番や当時火曜日に放送されていた『FNS歌謡祭』の影響で、23時からの放送になった場合もしばしばあった。また、大晦日や元日、更に急遽報道特別番組に差し替えといった特例を除いて、番組が休止になったこともほとんどなかった。

## 放送時間の移り変わり
※ 全てJSTで表記する。
- 水曜 22:00 - 22:54 （1981年9月16日 - 1985年3月）[注釈 7]
- 月曜 22:00 - 22:54 （1985年4月 - 1985年9月） - 水曜夜の『夜のヒットスタジオDELUXE』放送開始に伴い、月曜22時台へ移動。
- 火曜 22:00 - 22:54 （1985年10月 - 1995年9月26日） - 関西テレビ制作の『影の軍団』シリーズと放送枠を交換のため、先の枠移動から半年あまりで枠再移動[注釈 8]。

## 司会
- 桂三枝[1]

## アシスタント
- 初代 - 三ツ矢歌子（1981年9月 - 1982年8月）
- 2代目 - 山本みどり（1982年8月 - 1983年9月）
- 3代目 - 秋野暢子（1983年10月 - 1984年9月）
- 4代目 - 鮎川いずみ（1984年10月 - 1986年6月）
- 5代目 - 朝丘雪路（1986年7月 - 9月）
- 6代目 - 市毛良枝（1986年10月 - 1987年9月）
- 7代目 - 榊原郁恵（1987年10月 - 1991年3月、途中 産休あり）
- 8代目 - 山瀬まみ（1991年4月 - 1993年3月）[1]
- 9代目 - 細川ふみえ（1993年4月 - 1994年12月）
- 10代目 - 高木美保（1995年1月 - 9月）

※ 三枝（のちの文枝）と山瀬は後に『新婚さんいらっしゃい!』（ABC制作・テレビ朝日系列）で、1997年7月6日から2022年3月27日までの24年9か月、司会を務めた。榊原の産休期間中（1988年12月 - 1989年6月）は市毛が代役として再登板した。

## パネラー
- 大島渚
- 横山ノック
- 上岡龍太郎
- 長野智子
- 高見恭子
- 渡嘉敷勝男
- 篠沢秀夫
- マッハ文朱
- 大場久美子
- 斉藤ゆう子
- 和田アキ子
- 高島忠夫
- 大島さと子
- うつみ宮土理
- ポール牧
- 生島ヒロシ
- 宮尾すすむ
- ケント・デリカット
- 谷隼人
- 山城新伍
- ゆうゆ
- 島田洋七
- 内海好江
- 稲川淳二
- キャシー中島
- 吉村作治
- 掛布雅之
- 渡辺正行
- 林寛子
- 桂ざこば
- 水谷ミミ
- 蔵間
- 谷啓
- 宮川大助・花子
- 太平サブロー
- 林家こぶ平
- 桑野信義
- 志茂田景樹
- 栢木寛照
- 羽賀研二
- 麻木久仁子
- 松崎しげる
- 円広志
- 宝田明

ほか

## 愛ラブチャンス
番組の最後に放送された、出演した夫婦がハワイ旅行と賞金10万円獲得に挑戦するゲームコーナー。

### 開始当初
開始当初は1 - 4のパネルで出場夫婦が1 - 4を選んでいた。パネルが開いて選んだ番号にハワイマークが出ればハワイ旅行獲得。ハートにヒビ入ったマークが出れば獲得ならずのゲームだったが、頻繁にハワイ旅行を獲得した夫婦が出ていたことからわずか1年でサイコロを投げる方式に変わった。

### 中期から末期
出演した夫婦がサイコロを投げてハワイ旅行獲得に挑戦するゲームで、1982年のリニューアルから登場した。6×6のボードに、当たりのハートマークをアトランダムに配置。まず女性がサイコロを転がすフィールドに向かってサイコロ（ピンク・クリーム色）を投げ、サイコロの出目に対応した縦列を決定。その次に男性がサイコロ（青・水色）を振り、同様に横列を決定させる。そしてボードの交点にハートマークがあればハワイ旅行獲得となる（師匠と弟子大会では弟子→師匠、ゲスト家族大会ではタレント→家族など、出場者によって変わる）。男性がサイコロを振る時はドラムロールが流れていたが、番組末期では緊張感のあるBGMが流れていた。縦列の当たりの数は、初期は6カ所中4カ所が1列、3カ所が1列、2カ所が1列、1か所が3カ所（ちなみに横列は2カ所ずつ均等に配置）で、全体的な当たり確率は1/3（12/36）であった。後期は当たりが増えて4カ所、3カ所、1カ所が1列ずつで2カ所が3列、最終回はさらに当たりが増えて4カ所が1列で3カ所が2列、2カ所が3列であった。また、特番では双六の要領で当たりを決めるバージョンもあった（その際、サイコロは金と銀だった）。使用されたサイコロは角が丸みを帯びたもので、なかなか目が確定せず、挑戦者や視聴者をハラハラさせる作りだった。また、投げたサイコロがバウンドしすぎてフィールド外に出てしまった時は振り直しとなる。
開始当初は、サイコロを振る時のBGMは無かったが、途中でBGMが流れるようになり、後期はコーナー全体のBGMがリニューアルされる。
パネルボードは、初期は挑戦者の背後に置かれ、後期はスタジオの向かって左横に配置されていた。また後期のパネルボードは、縦列の3と4を境目にしてボードが左右に動き、そこに6×6のハガキを収めるボックスがあり、初期の頃はそこでハガキを引いてダイヤモンドリングの当選者を抽選していたが、後にフィールドの前に抽選ボックスを持って来て抽選するようになる。
失敗すると残念賞として週替りの賞品がもらえるが、最末期にダイヤモンドリングに固定される。また、視聴者にはハワイ旅行を獲得した組数に応じて、愛ラブチャンス終了後に抽選でダイヤモンドリングのプレゼントがあり、ハワイ旅行獲得が1組なら1名、2組なら2名、3組なら3名にダイヤモンドリングがプレゼントされ、逆に全員失敗した場合はプレゼント無しとなる。

### エピソード
三枝が『たけし・所のドラキュラが狙ってる』（毎日放送）にゲスト出演した時に、セットをそっくりそのまま「ドラキュラチャンス」という名でゲームが行われていた。ボードの交点に書いていたハートマークは番組ロゴが記されている以外は、ジングルと番組のテーマもそのまま流れていた。
室内プールでの収録があり、その際に数字の書かれたビニールボールをプールの中の噴水に投げ入れる形式で行われた（周りに水着の女性もいた）。しかし全く盛り上がらず、更には3組とも失敗で追い討ちをかける結果に、三枝は「お茶碗の中でサイコロを転がしてもよかった」とぼやいた。
美川憲一が親子大会で出演した際、ルールを把握しないまま二人（母親はピンク、美川は青）同時にサイコロを振ってしまい三枝ら会場が爆笑に包まれた。このときボード上のハートマークの組み合わせが合っていたため、ハワイ旅行・10万円を獲得した。
辰吉丈一郎が出演した際、飛行機が苦手だという理由で当たりの目を横にして転がし、わざと失敗した。
当たりが1つの場合、三枝が念力で当たりの目に念を送る事があったが、殆どが失敗。また、手本として三枝が投げる事があったがやはり失敗で、会場の笑いを誘った。これらとは逆に、既に成功した夫婦が三枝に促され別の夫婦に念を送り、大当たりして2組の夫婦が輪になって喜んだ事がある。
数ある全組残念となった回の1つで、1990年3月20日放送分では全組残念となった瞬間、榊原郁恵が「えー!? 皆さん残念賞なのー!?」と叫んでいたり、残念賞紹介直後（その回は「家庭用コピー機」だった）に三枝がスタジオの床に置かれていたハートマークを強引に持ち上げて「がっかりーっ!!」と叫んでいたエピソードがあった。
ABC（朝日放送）制作の『新婚さんいらっしゃい!』にて、三枝が間違えて「アイラブチャーーンス」と言ってしまい、山瀬まみに突っ込まれるハプニングがあった。

## スタッフ
- プロデューサー：遠山伸彦
- ディレクター：長嶋一郎、永田公春、濱星彦、高井久雄、竹原栄一
- 構成：久世進、藤永暁
- 音楽：広瀬健次郎
- 制作著作：関西テレビ

## スポンサー
前半はロート製薬の一社提供（番組の開始前にはロート製薬のオープニングキャッチが流された）だった。なお、1993年4月から（アシスタントが細川ふみえになってから）からTBS『クイズテレビずき!』同様、オープニングキャッチがリニューアルされている。
後半は大手化粧石鹸メーカーの牛乳石鹸（1994年3月末まで）→大手家庭用品メーカーのP&G（1994年4月から最終回）を中心とした複数社提供だった。

## ネット局
系列は放送終了時点のもの。
| 放送対象地域   | 放送局             | 系列                                         | ネット形態                         | 備考 |
| -------------- | ------------------ | -------------------------------------------- | ---------------------------------- | --- |
| 近畿広域圏     | 関西テレビ         | フジテレビ系列                               | 制作局                             | |
| 関東広域圏     | フジテレビ         | フジテレビ系列                               | 同時ネット                         | |
| 北海道         | 北海道文化放送     | フジテレビ系列                               | 同時ネット                         | |
| 青森県         | 青森テレビ         | TBS系列                                      | 遅れネット                         | |
| 岩手県         | 岩手めんこいテレビ | フジテレビ系列                               | 同時ネット                         | 1991年4月開局から                                                                                         |
| 宮城県         | 仙台放送           | フジテレビ系列                               | 同時ネット                         | |
| 秋田県         | 秋田テレビ         | フジテレビ系列                               | 同時ネット                         | 1987年4月7日より                                                                                          |
| 山形県         | 山形テレビ         | テレビ朝日系列                               | 遅れネット                         | テレビ朝日系へのネットチェンジに伴い、1993年3月打ち切り                                                   |
| 福島県         | 福島テレビ         | フジテレビ系列                               | 遅れネット                         | [ 注釈 15 ]                                                                                               |
| 山梨県         | テレビ山梨         | TBS系列                                      | 遅れネット                         | |
| 新潟県         | 新潟総合テレビ     | フジテレビ系列                               | 同時ネット                         | 新潟テレビ21開局後の1983年10月から                                                                        |
| 長野県         | 長野放送           | フジテレビ系列                               | 同時ネット                         | [ 3 ] |
| 静岡県         | テレビ静岡         | フジテレビ系列                               | 同時ネット                         | |
| 富山県         | 富山テレビ         | フジテレビ系列                               | 遅れネット                         | |
| 石川県         | 石川テレビ         | フジテレビ系列                               | 遅れネット →同時ネット             | テレビ金沢開局後の1990年4月から同時ネット。                                                               |
| 福井県         | 福井テレビ         | フジテレビ系列                               | 遅れネット                         | [ 注釈 17 ]                                                                                               |
| 中京広域圏     | 東海テレビ         | フジテレビ系列                               | 同時ネット                         | |
| 島根県・鳥取県 | 山陰中央テレビ     | フジテレビ系列                               | 同時ネット                         | |
| 岡山県・香川県 | 岡山放送           | フジテレビ系列                               | 同時ネット                         | |
| 広島県         | テレビ新広島       | フジテレビ系列                               | 同時ネット                         | |
| 山口県         | テレビ山口         | TBS系列                                      | 同時ネット                         | 1985年4月から1987年9月まで また、同局は1987年9月まではフジテレビ系列とのクロスネット局だった。            |
| 山口県         | 山口放送           | 日本テレビ系列                               | 遅れネット                         | 山口朝日放送が開局する1993年9月まではテレビ朝日系列とのクロスネット局だった。 1994年10月から1995年3月まで |
| 徳島県         | 四国放送           | 日本テレビ系列                               | 遅れネット                         | |
| 愛媛県         | 愛媛放送           | フジテレビ系列                               | 遅れネット →同時ネット             | 1985年4月から                                                                                             |
| 高知県         | テレビ高知         | TBS系列                                      | 遅れネット                         | |
| 福岡県         | テレビ西日本       | フジテレビ系列                               | 同時ネット                         | |
| 佐賀県         | サガテレビ         | フジテレビ系列                               | 同時ネット                         | |
| 長崎県         | テレビ長崎         | フジテレビ系列                               | 同時ネット                         | 1985年4月から                                                                                             |
| 熊本県         | テレビ熊本         | フジテレビ系列                               | 同時ネット                         | 熊本朝日放送が開局した1989年10月から                                                                      |
| 大分県         | テレビ大分         | 日本テレビ系列 フジテレビ系列                | 遅れネット →同時ネット             | 同局は月曜時代と1990年代初頭は遅れネット。 大分朝日放送が開局した1993年10月から同時ネット。               |
| 宮崎県         | テレビ宮崎         | フジテレビ系列 日本テレビ系列 テレビ朝日系列 | 遅れネット                         | |
| 鹿児島県       | 鹿児島テレビ       | フジテレビ系列                               | 同時ネット →遅れネット →同時ネット | 1985年4月から                                                                                             |
| 沖縄県         | 沖縄テレビ         | フジテレビ系列                               | 遅れネット                         | 火曜22時枠では日本テレビの「土曜グランド劇場」の遅れネットを放送していた。                                |

※ 時差放送の局は、冒頭の「♪ロート…」のオープニングキャッチが省かれていたか、あるいはスポンサーが表示されなかった（PT）局が多かったと思われる。